# Herre, förbarma dig (1639)
Herre, förbarma dig är en komposition från Agend-Büchlein 1639, Nürnberg och är ett moment i den kristna mässan som heter Kyrie. Denna komposition användes från början under advent och jul.
Melodin bearbetades inför 1897 års kyrkohandbok.

## Publicerad i
- Agend-Büchlein 1639, Nürnberg
- Musiken till Svenska Mässan 1897.
- Den svenska mässboken 1942, del 1.
- Gudstjänstordning 1976, del II Musik.
- Den svenska kyrkohandboken 1986 under Herre, förbarma dig